# Las Pozas
Las Pozas ("le pozze" in lingua spagnola) è un giardino delle sculture ideato dal mecenate e poeta britannico Edward James e situato vicino al villaggio di Xilitla, nello stato di San Luis Potosí, in Messico.

## Storia
Durante gli anni quaranta, dopo essersi trasferito negli Stati Uniti, Edward James trascorse un breve periodo a Hollywood, dove Bridget Bate Tichenor, amica di James ed esponente del realismo magico, lo incoraggiò a concretizzare artisticamente in Messico la passione che lui aveva coltivato per l'esoterico. James decise pertanto di trasferirsi in Sudamerica per "allestire un Giardino dell'Eden" in quanto "vi è molto più spazio di quello che si può trovare in un centro della California meridionale". Inoltre, la scelta di cambiare vita era dovuta al fatto che considerava il Messico più "romantico" degli Stati Uniti.
Giunto a Cuernavaca, James assunse una guida di nome Plutarco Gastelum, e giunse con questi a Xilitla durante il novembre del 1945. Inizialmente, il mecenate creò un giardino di 29.000 orchidee e un piccolo zoo con cervi, fenicotteri, anatre, boa constrictor, e altri animali. Il compito di creare le gabbie per i serpenti venne affidato all'artigiano Jose Horna. Nel frattempo, a partire dal 1949, James fece costruire decine di architetture in cemento come, ad esempio, The House on Three Floors Which Will in Fact Have Five or Four or Six, The House with a Roof like a Whale, e The Staircase to Heaven. Fra coloro che vi lavorarono vi fu Jose Aguilar, falegname che, servendosi degli schizzi di James, creò gli stampi da usare per erigere le strutture. A Las Pozas lavorarono oltre cento persone del luogo. Nel 1962, una tempesta di neve portò alla morte di tutte le orchidee. La costruzione di Las Pozas costò a James più di 5 milioni di dollari; per finanziare l'ambizioso progetto, egli vendette la sua collezione d'arte all'asta.
Dopo aver saputo della morte di James nel 1984, Gastélum, a cui era stato affidato il compito di occuparsi di Las Pozas quando James non era presente, fece interrompere i lavori, e diverse strutture rimasero incompiute.
Nel 1994 Las Pozas venne aperto al pubblico.
Nel 2006 il giardino scultoreo venne dichiarato patrimonio culturale del Messico.
Durante l'estate del 2007, la Fundación Pedro y Elena Hernández, la CEMEX e il governo di San Luis Potosí destinarono circa 2,2 milioni di dollari statunitensi a Las Pozas e inaugurarono una fondazione che sovrintende la conservazione del sito.
Las Pozas è candidato fra i patrimoni dell'UNESCO.

## Descrizione
Las Pozas si trova vicino a Xilitla, un villaggio dello stato di San Luis Potosí situato a 610 m sul livello del mare.
Las Pozas è composto da alcune decine di capricci architettonici, gabbie, e grandi sculture che coprono complessivamente un'area di 320.000 metri quadrati. Il complesso di edifici è percorribile grazie a una serie di sentieri e passerelle tortuose che percorrono le pareti della valle. Stando alle intenzioni di James, Las Pozas doveva diventare un tutt'uno con la natura circostante, motivo per cui i suoi edifici raffigurano piante, fiori, funghi e uccelli. Amante dell'arte, James voleva anche che Las Pozas fosse in stile surrealista (egli credeva anche che il Messico fosse di natura "surreale"), e si servì della corrente elettrica della vicina Xilitla per illuminare la foresta e ottenere un risultato più "artistico".

## Galleria d'immagini

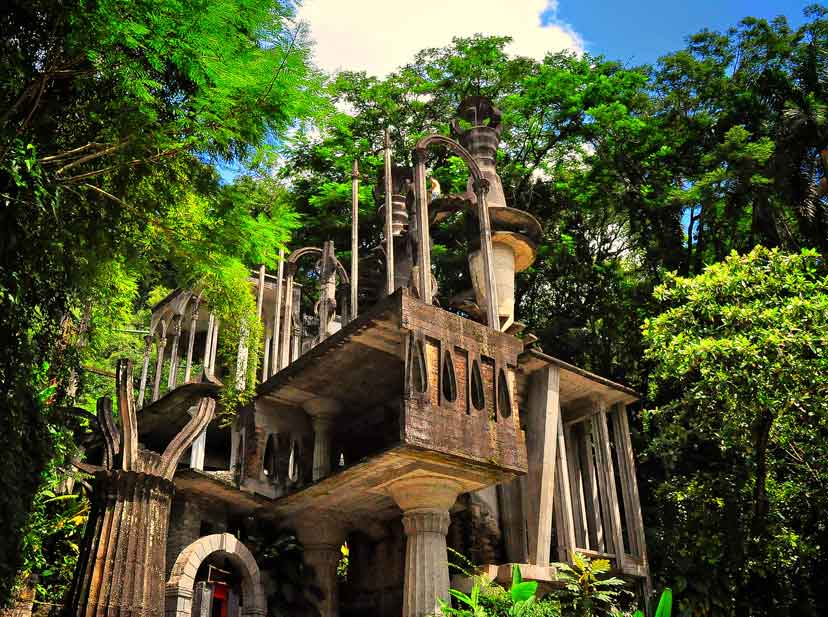
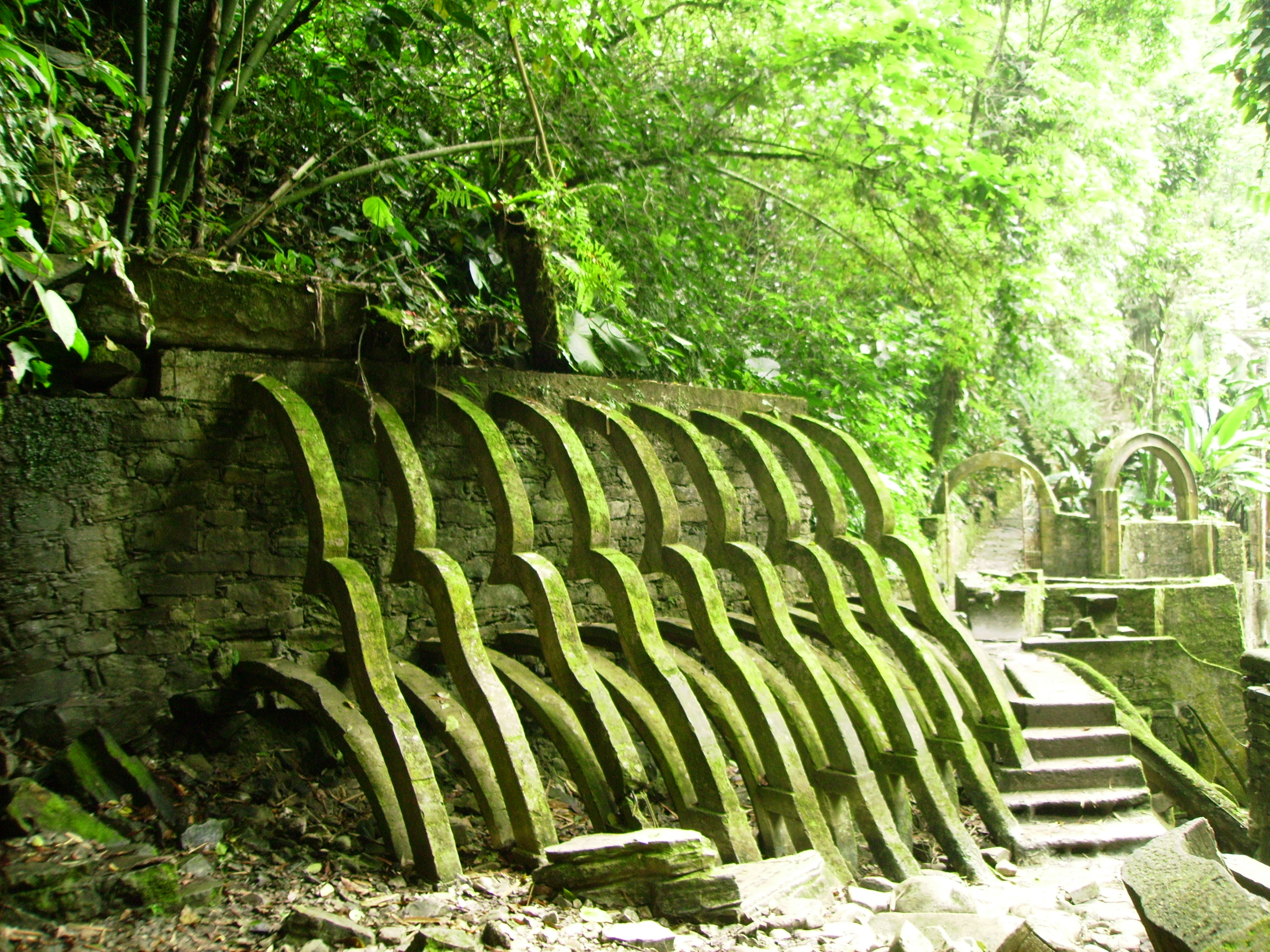
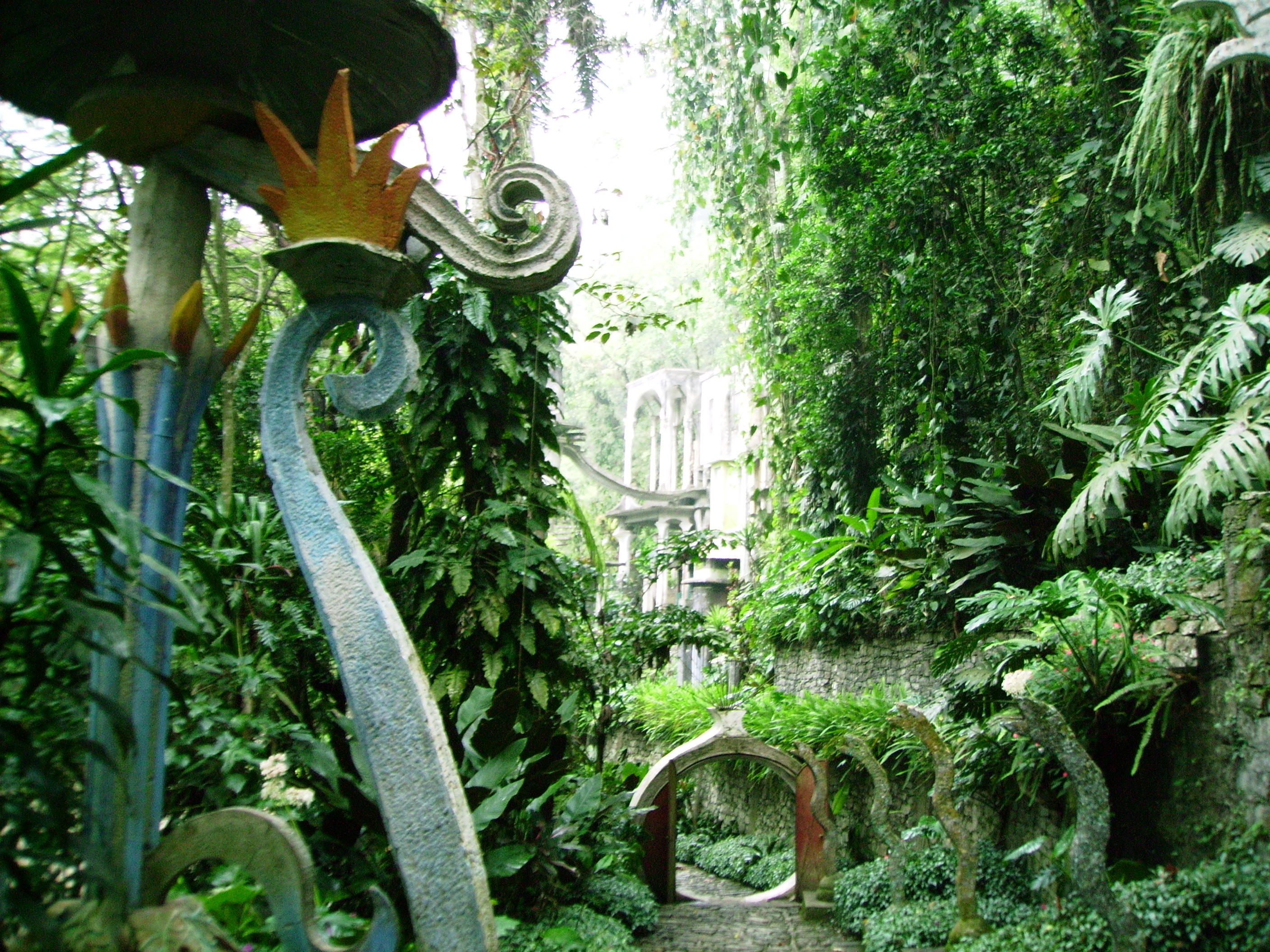
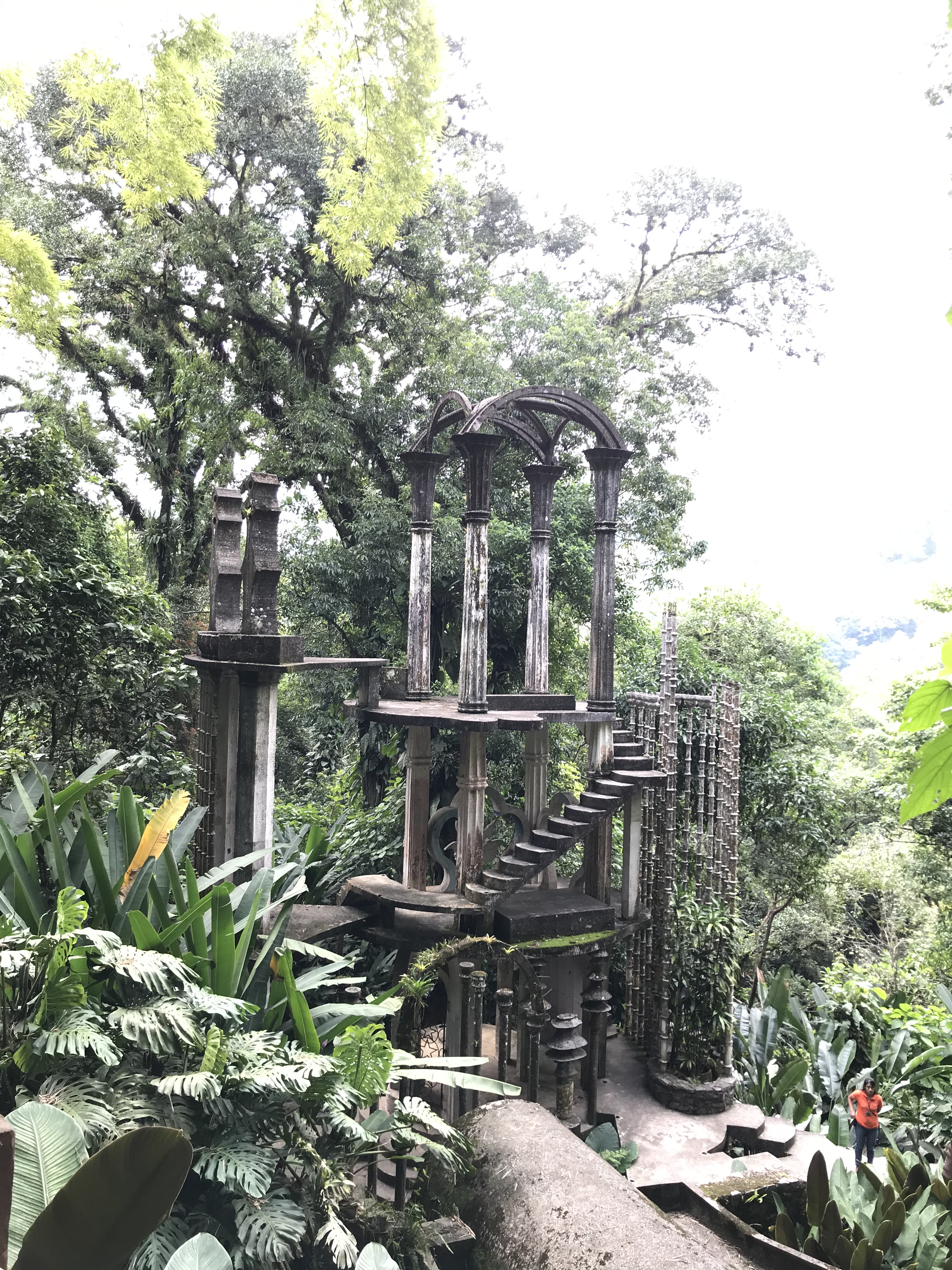
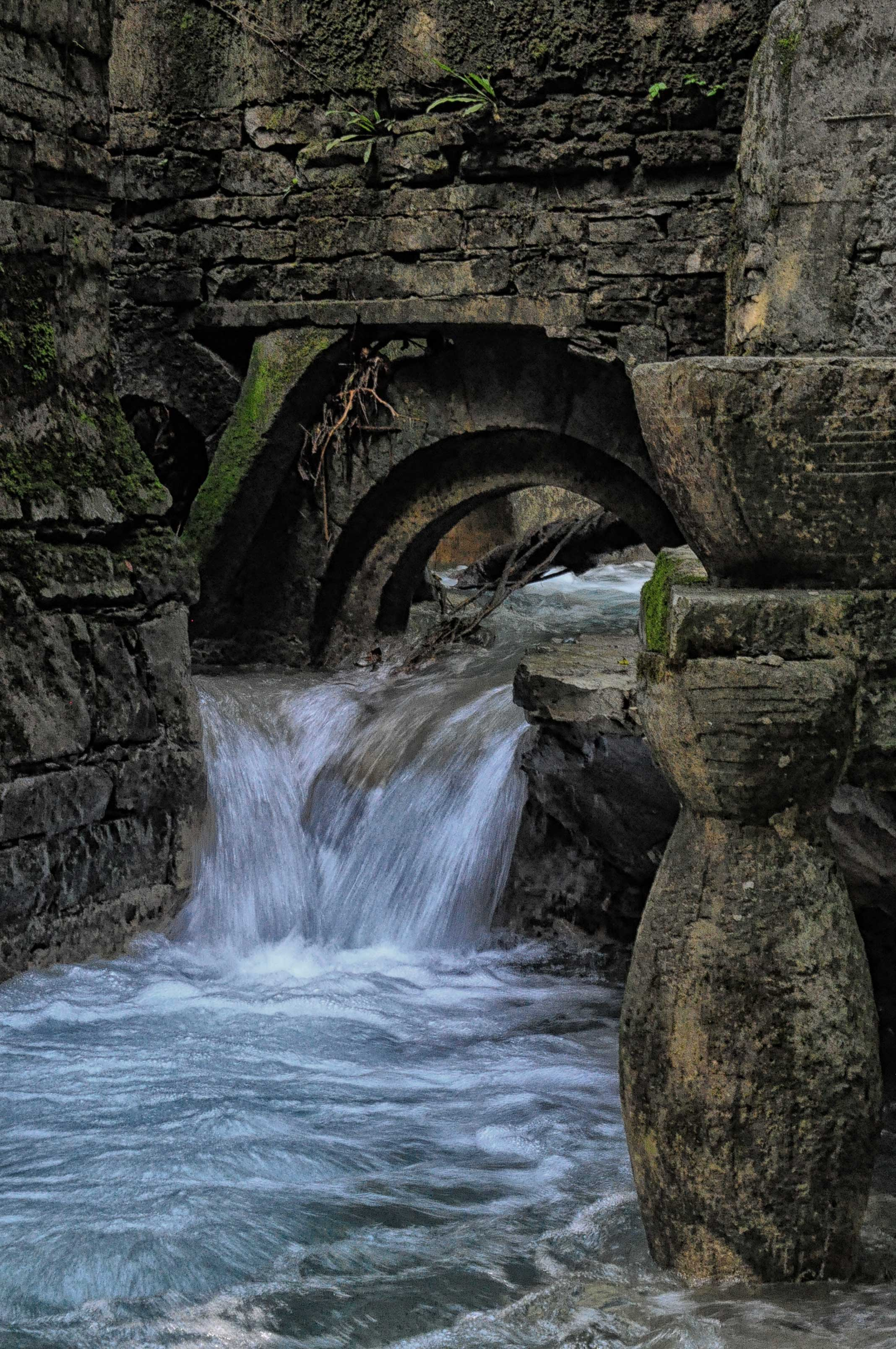
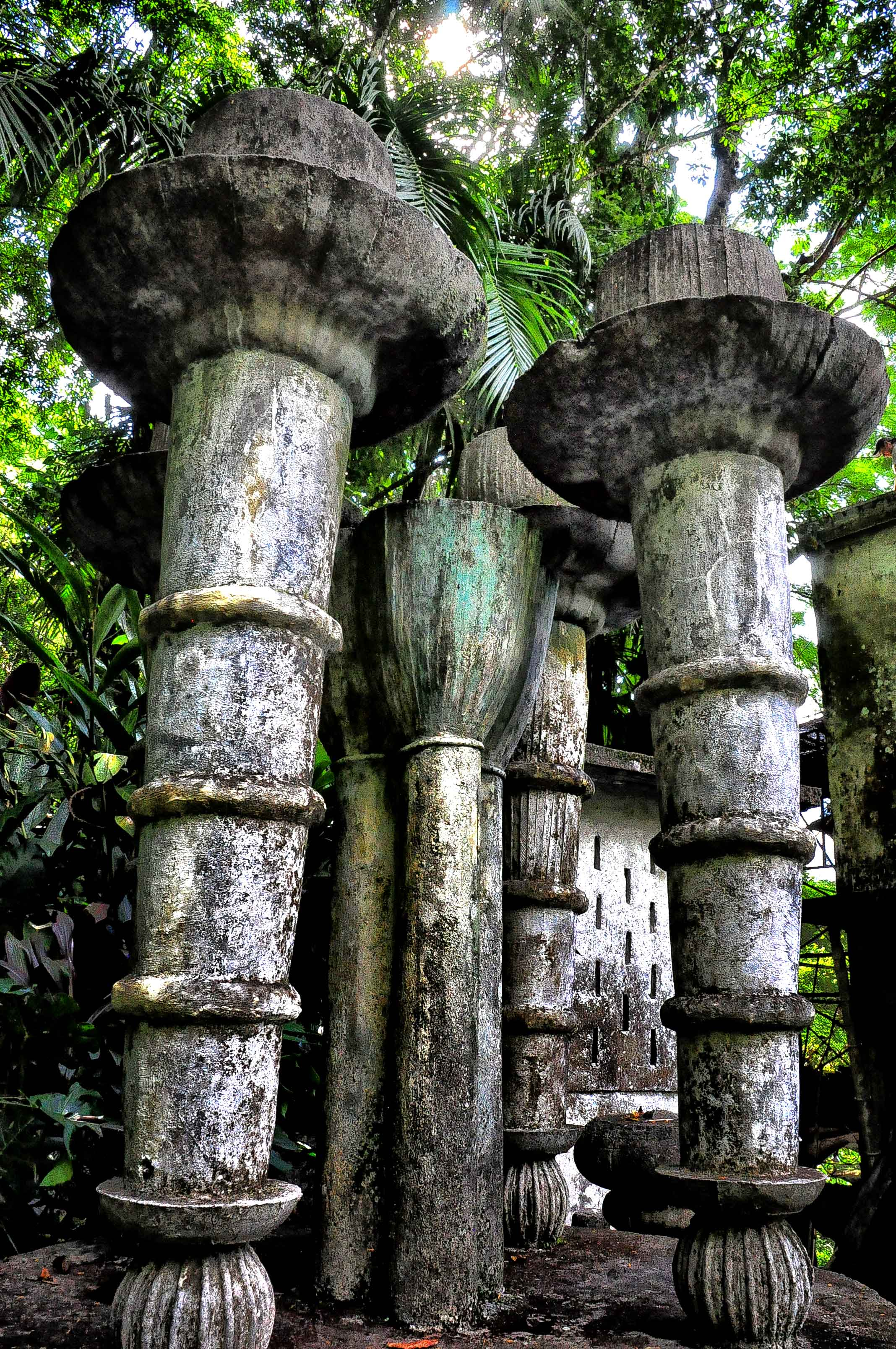
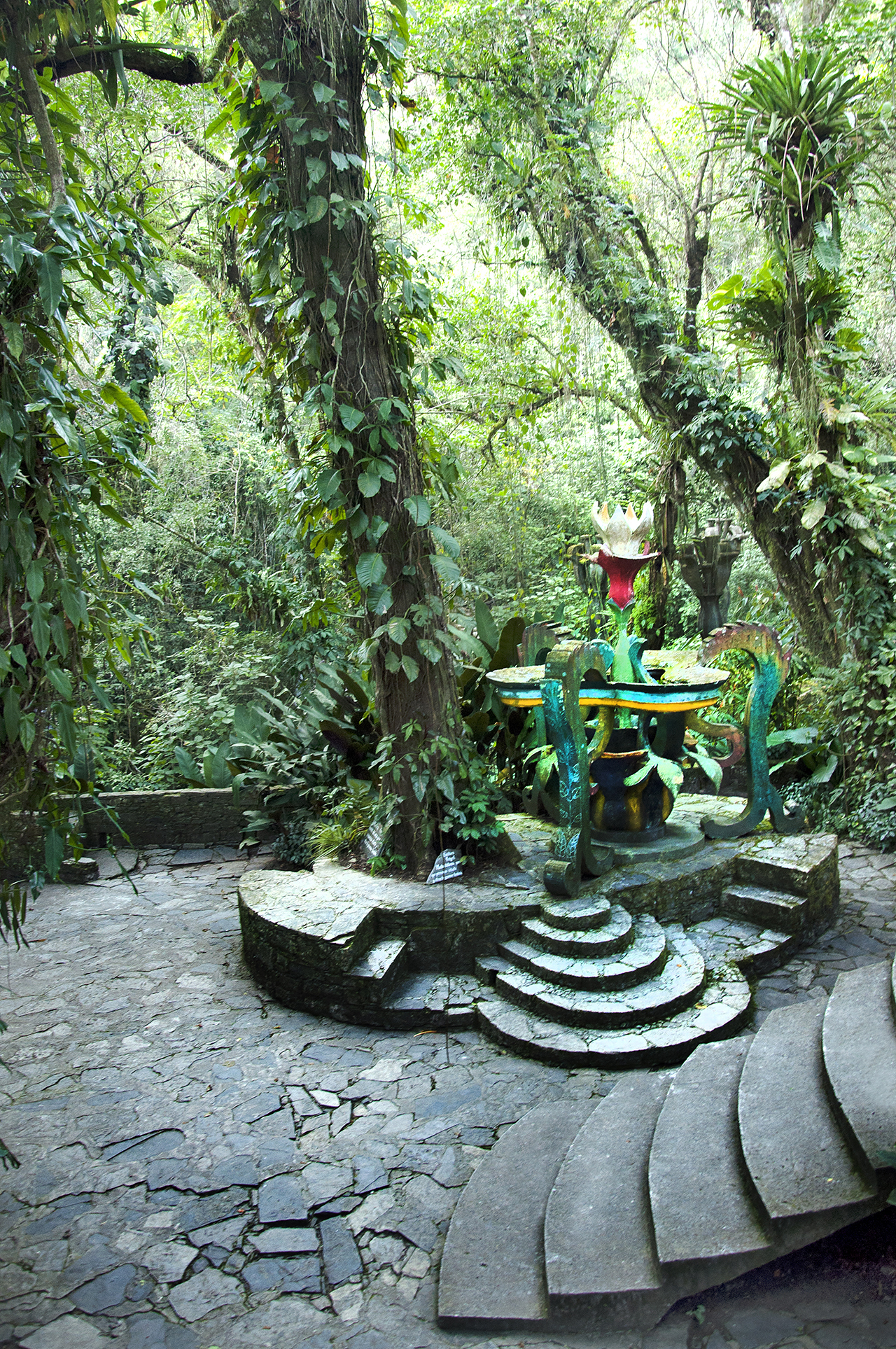
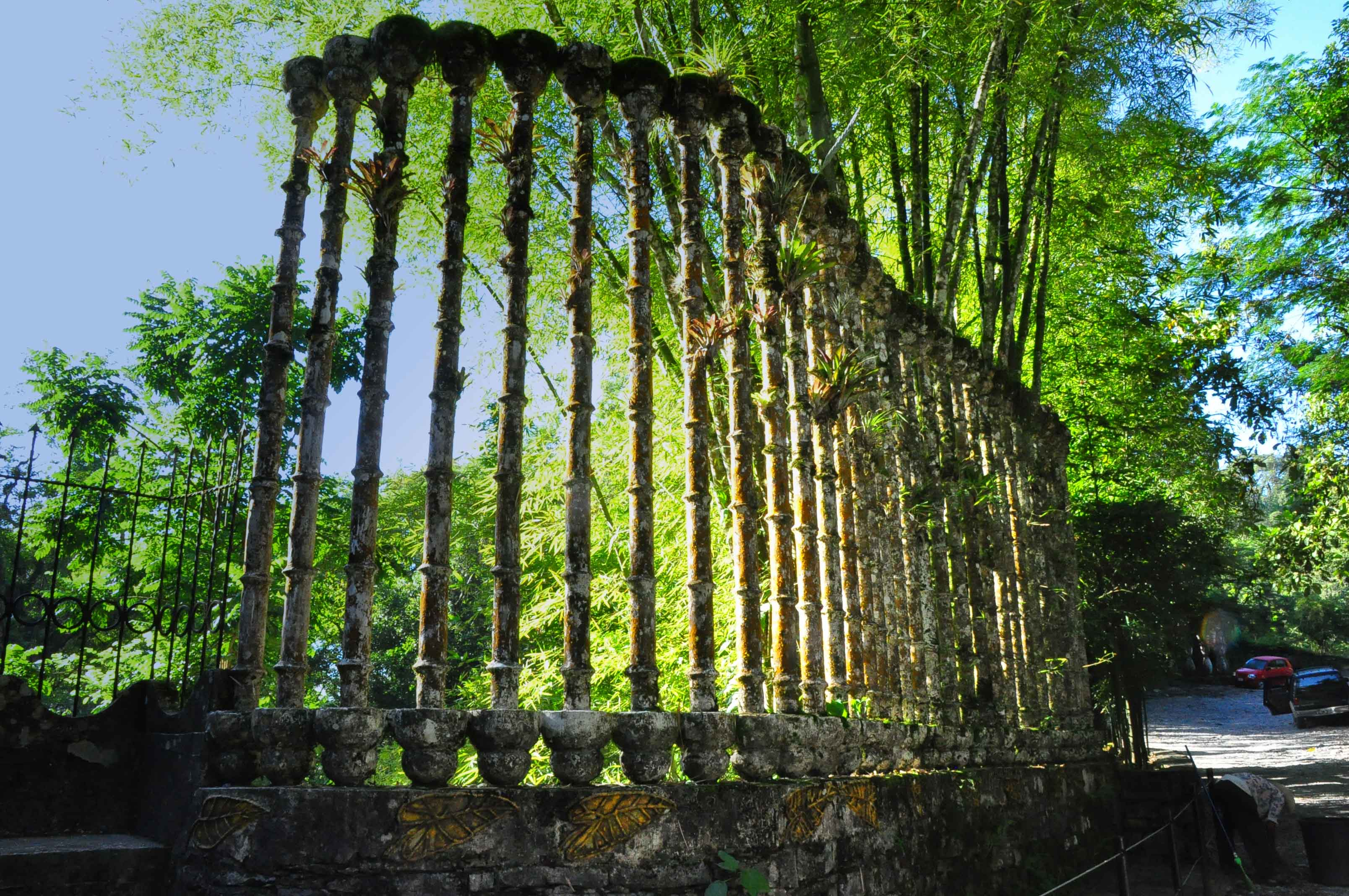